# Link Wray
Link Wray (født Fred Lincoln Wray) (født 2. maj 1929, død 5. november 2005 i København) var en amerikansk rock'n'roll guitarist, sangskriver og sanger.
Link Wray blev født i Dunn i North Carolina i en shawneefamilie. Han lærte tidligt at spille slideguitar af en omrejsende cirkusmedarbejder. Han deltog i Koreakrigen, hvor han pådrog sig tuberkulose, der forårsagede at hans ene lunge blev fjernet. 
Link Wray var pionér inden for lyden af elektrisk guitar med distortion. Bedst kendt er instrumentalnummeret "Rumble" (1958), som han indspillede med bandet Link Wray and his Wraymen. "Rumble" er blandt andet blevet brugt i Quentin Tarantinos Pulp Fiction fra 1994, i scenen hvor Vincent Vega (John Travolta) netop har drukket af Mia Wallace's (Uma Thurman) femdollars Milkshake. Sangen er ikke med på det officielle soundtrack. Wray fik flere hits med flere instrumentalnumre som "Ace of Spades", "Comanche" og "Slinky".
I 1980'erne mødte Wray Olive Julie Povlsen, som var en ung dansker, der studerede indianere. De blev gift, og Link Wray levede sine sidste år i Danmark, hvor han døde i sit hjem i København af hjertesvigt. Han er begravet i krypten i Christians Kirke på Christianshavn.